# Wnęka rezonansowa
Wnęka rezonansowa – zwykle zamknięta (lub prawie zamknięta) komora z metalu o dobrym przewodnictwie (najczęściej miedź, często posrebrzona), aby zmniejszyć straty energii. Jest odpowiednikiem obwodu rezonansowego, w którym i cewka, i kondensator są zastąpione ściankami wnęki.
Zwykłe obwody rezonansowe mogą działać przy częstotliwościach do około gigaherca, a ich dobroć sięga kilkuset; wnęki rezonansowe nadają się do częstotliwości wielu gigaherców, ich dobroć przy tych częstotliwościach sięga 30000, co pozwala stosować je jako wzorzec częstotliwości w tym zakresie.
Wnęka rezonansowa jest elementem konstrukcji generatorów mikrofalowych takich jak klistrony, magnetrony i masery. Laser też zawiera jej odpowiednik, ale zamiast pełnego pudła są tylko dwie ścianki, które są lustrami dielektrycznymi – metalowe dają zbyt duże straty.